# Selaginella australiensis
Selaginella australiensis är en mosslummerväxtart som beskrevs av Bak.. Selaginella australiensis ingår i släktet mosslumrar, och familjen mosslummerväxter. Inga underarter finns listade i Catalogue of Life.